# 血红素加氧酶
血红素加氧酶（英語：Heme oxygenase；HO）是一种催化血红素降解的酶。此反应生成胆绿素、铁与一氧化碳。

## 反应
血红素加氧酶从α-亚甲基桥处切开血红素环以生成胆绿素抑或如果血红素依然附着在珠蛋白上则会生成胆绿蛋白。胆绿素接下来被胆绿素还原酶转化为胆红素。
反应以如下方式发生：
血红素 + NADPH + H+ + 2 O2 →  胆绿素 + Fe2+ + CO + NADP+ + H2O。
- 血红素b
- 胆绿素

此反应事实上可以发生于任何细胞之中；其经典的例子莫过于瘀斑的形成，当它逐渐痊愈时他会经历这样的变色过程：红色的血红素变为绿色的胆绿素再变为黄色的胆红素。在正常生理学情况下，血红素加氧酶的活性在脾中是最高的，在其中衰老的红细胞被隔离起来并被销毁。

## 異構物
现已发现三种血红素加氧酶的異構物。
第一型血红素加氧酶（HO-1）是一种诱导型異構物，它对应激做出反应：如氧化壓力、缺氧、重金属、细胞因子等。第二型血红素加氧酶（HO-2）是一种在稳态时即表达的组成異構物。HO-1与HO-2都在体内无所不在地被表达出来并且具有催化活性。
第三型血红素加氧酶（HO-3）不具有催化活性，但常认为它的作用是用來測定氧氣。